# Romanian Open 2011
Il Romanian Open 2011, conosciuto anche con il nome di BRD Năstase Țiriac Trophy 2011 per ragioni di sponsorizzazione, è stato un torneo di tennis giocato sulla terra rossa. È stata la 19ª edizione del torneo, facente parte della categoria ATP World Tour 250 series nell'ambito dell'ATP World Tour 2011. Si è giocato all'Arenele BNR di Bucarest in Romania, dal 19 al 25 settembre 2011.

## Partecipanti

### Teste di serie
| Nazionalità | Giocatore          | Ranking | Testa di serie* |
| ----------- | ------------------ | ------- | --------------- |
| Argentina   | Juan Ignacio Chela | 23      | 1               |
| Germania    | Florian Mayer      | 24      | 2               |
| Spagna      | Marcel Granollers  | 30      | 3               |
| Spagna      | Pablo Andújar      | 43      | 4               |
| Spagna      | Tommy Robredo      | 44      | 5               |
| Italia      | Potito Starace     | 50      | 6               |
| Italia      | Andreas Seppi      | 51      | 7               |
| Spagna      | Albert Montañés    | 54      | 8               |

* Le teste di serie sono basate sul ranking al 12 settembre 2011.

### Altri partecipanti
I seguenti giocatori hanno ricevuto una wildcard per il tabellone principale:
- Marius Copil
- Victor Crivoi
- Adrian Ungur

I seguenti giocatori sono passati dalle qualificazioni:

- Alessandro Giannessi
- Gianluca Naso
- Florent Serra
- Peter Torebko

## Campioni

### Singolare
Florian Mayer ha sconfitto in finale  Pablo Andújar per 6-3, 6-1.
- È stato il 1º titolo in carriera per Mayer.

### Doppio
Daniele Bracciali /  Potito Starace hanno battuto in finale  Julian Knowle e  David Marrero per 3-6, 6-4, [10-8].